# Казина
Казѝна (на италиански: Casina, на местен диалект Caṡîna) е малко градче и община в северна Италия, провинция Реджо Емилия, регион Емилия-Романя. Разположено е на 574 m надморска височина. Населението на общината е 4538 души (към 2010 г.).